# يفهين باريشنيكوف
يفهين باريشنيكوف (بالأوكرانية: Баришніков Євген Віталійович)‏ هو لاعب كرة قدم أوكراني في مركز الوسط، ولد في 1 أغسطس 1988 في دنيبرو في أوكرانيا. لعب مع FC Naftovyk Okhtyrka ‏.

## وصلات خارجية
- يفهين باريشنيكوف على موقع اتحاد أوكرانيا (الإنجليزية)
- يفهين باريشنيكوف على موقع قاعدة بيانات كرة القدم.إي يو (الإنجليزية)